# Cova d'Alfredo Jahn
La cova d'Alfredo Jahn és un monument natural que està situat 4 km a l'oest del poble veneçolà de Birongo, Estat Miranda, en l'extrem oriental de la Regió muntanyenca Litoral de la Serralada de la Costa. Amb un desenvolupament de galeries de 4,29 km, és la cova més gran de la regió central de Veneçuela, la sisena de Veneçuela i una de les més visitades del país.
Va ser decretat com a Monument Natural el 12 de desembre de 1978 amb el Decret No. 2.989 publicat en la Gaseta Oficial No. 2.417 del 7 de març de 1979. El monument va ser batejat en honor d'Alfredo Jahn, pioner de diverses disciplines científiques a Veneçuela com la geografia, geologia, topografia, astronomia, antropologia, lingüística i la botànica, i qui a més va ser fundador de la Societat Veneçolana de Ciències Naturals.
És una cova humida, encara activa, que s'ha anat formant per l'acció de la Quebrada Cambural. Les seves parets de calcita estan cobertes d'espectaculars estalagmites, estalactites i columnes, que aconsegueixen el seu màxim desenvolupament en el Saló del Chaguaramo o Saló de la Pluja.

## Font
- Perfil del Monument Natural Cova Alfredo Jahn - ParksWatch Veneçuela